# Davide Sanguinetti
Davide Sanguinetti es un exjugador profesional de tenis nacido el 25 de agosto de 1972 en Viareggio, Italia.

## Títulos

### Individuales
| Leyenda                |
| Grand Slam (0)         |
| Tennis Masters Cup (0) |
| ATP Masters Series (0) |
| ATP Tour (2)           |

| N.º | Fecha               | Torneo       | Superficie | Oponente en la final | Resultado      |
| --- | ------------------- | ------------ | ---------- | -------------------- | -------------- |
| 1.  | 28 de enero de 2002 | Milán        | Moqueta    | Roger Federer        | 7-6(2) 4-6 6-1 |
| 2.  | 4 de marzo de 2002  | Delray Beach | Dura       | Andy Roddick         | 6-4 4-6 6-4    |

### Finalista en individuales
- 1998: Coral Springs (pierde ante Andrew Ilie)
- 2000: Taskent (pierde ante Marat Safin)
- 2001: Memphis (pierde ante Mark Philippoussis)
- 2003: San José (pìerde ante Andre Agassi)

### Dobles
| Leyenda                |
| Grand Slam (0)         |
| Tennis Masters Cup (0) |
| ATP Masters Series (0) |
| ATP Tour (1)           |

| N.º | Fecha               | Torneo | Superficie    | Pareja        | Oponentes en la final       | Resultado |
| --- | ------------------- | ------ | ------------- | ------------- | --------------------------- | --------- |
| 1.  | 21 de julio de 1997 | Umag   | Tierra batida | Dinu Pescariu | Dominik Hrbatý Karol Kučera | 7-6 6-4   |